# Simione Tamanisau
Simione Tamanisau (ur. 5 czerwca 1982 w Tailevu) – fidżyjski piłkarz grający na pozycji bramkarza. Od 2012 roku jest zawodnikiem klubu Lautoka FC.

## Kariera klubowa
Karierę piłkarską Tamanisau rozpoczął w olimpijskiej drużynie Fidżi. W 2004 roku przeszedł do Rewa FC, grającego w pierwszej lidze Fidżi. W 2010 roku wywalczył z Rewą mistrzostwo Fidżi. W latach 2010–2011 był wypożyczony do Hekari United z Papui-Nowei Gwinei. W sezonie 2010/2011 wygrał z tym zespołem mistrzostwo kraju. W 2012 roku przeszedł do klubu Lautoka FC.

## Kariera reprezentacyjna
W reprezentacji Fidżi Tamanisau zadebiutował w 2003 roku. W 2008 roku zajął trzecie miejsce z Fidżi w Pucharze Narodów Oceanii. Wystąpił również w 2012 roku w Pucharze Narodów Oceanii 2012.